# کارن سیلکوود
کارن کارن سیلکوود (انگلیسی: Karen Silkwood; ۱۹ فوریهٔ ۱۹۴۶ – ۱۳ نوامبر ۱۹۷۴) تکنسین آزمایشگاه و کنشگر اتحادیه کارگری آمریکایی بود که به دلیل افشای نگرانی‌هایش دربارهٔ اقدامات شرکت‌ها در زمینه ایمنی و سلامت در یک تأسیسات هسته‌ای شناخته می‌شود.
او در کارخانه تولید سوخت هسته‌ای کر-مکگی در کرسنت، اکلاهما مشغول به ساخت گندله پلوتونیوم بود. سیلکوود اولین زنی بود که به تیم مذاکره اتحادیه در کر-مکگی انتخاب شد. پس از شهادت دادن به کمیسیون انرژی اتمی دربارهٔ نگرانی‌های ایمنی خود، مقادیری پلوتونیوم در بدن و خانه او یافت شد. در حالی که برای ملاقات با یک روزنامه‌نگار نیویورک تایمز و یک مقام اتحادیه ملی رانندگی می‌کرد، در یک سانحه رانندگی کشته شد که شرایط آن هرگز به‌طور کامل توضیح داده نشد.

## تحصیلات و زندگی شخصی
کارن گِی سیلکوود در سال ۱۹۴۶ در لانگ ویو، تگزاس متولد شد و در نیدرلند، تگزاس بزرگ شد. او با مادرش مرل، پدرش بیل و خواهرانش رزماری و لیندا زندگی می‌کرد. در دبیرستان، دانش‌آموز ممتاز و عضو انجمن ملی افتخارات بود و شیمی بهترین درس او بود. در پاییز ۱۹۶۴، با بورسیه از کلوپ زنان شاغل و حرفه‌ای در کالج دولتی فناوری لامار در بیمونت، تگزاس ثبت‌نام کرد.
در سال ۱۹۶۵، سیلکوود دانشگاه را رها کرد و با ویلیام مدوز، کارگر خط لوله نفت ازدواج کرد و از او سه فرزند داشت. پس از ورشکستگی به دلیل عادات هزینه‌کرد بی‌رویه مدوز و خودداری او از قطع رابطه خارج از ازدواج، سیلکوود در سال ۱۹۷۲ او را ترک کرد و به اکلاهما سیتی نقل مکان کرد و به مدت کوتاهی به عنوان منشی بیمارستان کار کرد.

## فعالیت‌های اتحادیه‌ای
در اوت ۱۹۷۲، سیلکوود به عنوان تکنسین آزمایشگاه متالوگرافی در شرکت کر-مکگی در کارخانه تولید پلوتونیوم رودخانه سیمارون نزدیک کرسنت، اکلاهما استخدام شد. او به زودی به اتحادیه کارگران نفت، شیمیایی و اتمی (OCAW) پیوست. در نوامبر ۱۹۷۲، در اعتصابی برای اعتراض به شرایط کاری نامناسب شرکت کرد. کر-مکگی با استخدام افراد از مناطق اطراف برای عبور از خط اعتصاب، موفق به شکستن اعتصاب شد.
در اوت ۱۹۷۴، سیلکوود به کمیته سه‌نفره مذاکره محلی OCAW انتخاب شد و اولین زنی بود که چنین موقعیتی در کر-مکگی به دست آورد. وظایف خاص اتحادیه او شامل بررسی مسائل بهداشتی و ایمنی بود. او در کارخانه سیمارون موارد متعددی از تخلفات مقررات بهداشتی را کشف کرد، مانند قرار گرفتن کارگران در معرض آلودگی، تجهیزات تنفسی معیوب و ذخیره‌سازی نامناسب نمونه‌ها.
در ۲۶ سپتامبر ۱۹۷۴، سیلکوود و دو عضو دیگر کمیته در جلسه‌ای در واشینگتن دی‌سی با تونی مازوکی، مدیر قانونگذاری OCAW شرکت کردند. آنها از شرایط خطرناک محیط کار شکایت کردند و در مورد چگونگی پیروزی در انتخابات آینده مشورت خواستند. مازوکی متوجه شد که اعضای کمیته (و احتمالاً بقیه کارکنان کارخانه سیمارون) اطلاعات کافی دربارهٔ مواد خطرناکی که با آن کار می‌کنند ندارند. 

## مرگ مشکوک و میراث
در ۱۳ نوامبر ۱۹۷۴، سیلکوود در حالی که اسناد و مدارکی را برای اثبات ادعاهای خود به همراه داشت، در یک سانحه رانندگی مرموز کشته شد. تحقیقات رسمی این حادثه را تصادف اعلام کرد، اما بسیاری به قتل عمدی او مشکوک هستند. پرونده حقوقی خانواده او علیه کر-مکگی به پرداخت ۱٫۳۸ میلیون دلار به صورت توافق خارج از دادگاه انجامید، بدون اینکه شرکت مسئولیتی بپذیرد. 
داستان زندگی او در فیلم سینمایی «سیلکوود» محصول ۱۹۸۳ به کارگردانی مایک نیکولز و با بازی مریل استریپ به تصویر کشیده شد که نامزد دریافت جایزه اسکار شد. کارن سیلکوود به عنوان نمادی از مبارزه برای حقوق کارگران و ایمنی صنعتی در تاریخ آمریکا باقی مانده است.

## برای مطالعه
- Annas JD MPH, George J. (May 1984). "The Case of Karen Silkwood". American Journal of Public Health. American Public Health Association. 74 (5): 516–518. doi:10.2105/ajph.74.5.516. PMC 1651625. PMID 6369995.
- Brown, Bruce. "The Karen Silkwood Story: An Unexpected Twist At The End..." astonisher.com. BF Communications Inc. Archived from the original on May 4, 2017. Retrieved August 28, 2017.
- Hamill, Pete (December 13, 1981). "The Life and Death of an Idealist". The New York Times. Retrieved August 28, 2017. (Hamill argues that the lack of footnotes in Howard Kohn's book weakens its claim to be a non-fiction account.)
- Hannam, Joyce (2008). The Death of Karen Silkwood (3rd ed.). Oxford: Oxford University Press. ISBN 978-0194790574.
- Kohn, Howard (1981). Who Killed Karen Silkwood?. New York: Simon & Schuster (Summit). ISBN 978-0-671-43721-3.
- Pederson, Jay P. (1988). International Directory of Company Histories. Vol. 77. Chicago: St. James Press. ISBN 978-1-55862-581-5.
- Rashke, Richard (2015). The Whistleblower's Dilemma: Snowden, Silkwood and Their Quest for the Truth. Delphinium Books. ISBN 978-1-883-28568-5.